# Teresa Notario
Gladys Teresa Notario Cortaza (nacida el 21 de septiembre de 1955) es una dirigente del Partido Humanista Paraguayo. Fue la primera mujer candidata presidencial en Paraguay. Es soltera y madre de dos hijos.

## Profesión
Teresa Notario es Contadora de la Universidad Católica de Asunción, Paraguay. Licenciada en Administración de Empresas y Máster en administración de Empresas.
Vive en la ciudad de Asunción.

## Actividad política
Fundadora del Partido Humanista Paraguayo en 1985 en la clandestinidad. 
Fue candidata a diputada en 1989 por el PHP. 
Fue candidata a Presidente por el PHP en las elecciones del 27 de abril de 2003, obteniendo 1197 votos y el 0,08% de los votos válidos.
Es la fundadora del Foro Humanista de Educación.